# Cambria, Wisconsin
Cambria är en ort (village) i Columbia County i Wisconsin i USA. Vid 2010 års folkräkning hade Cambria 767 invånare.